# Marijan Marković
Fra Marijan Marković (krsnog imena Franjo) (Dolac, 21. listopada 1840. – Banja Luka, 20. lipnja 1912.) bio je franjevac i banjolučki apostolski upravitelj od 1884. do 1912.

## Životopis
Rođen je 21. listopada 1840. u Docu kraj Travnika. U fojničkom samostanu 28. travnja 1856. stupa u franjevački red. U Đakovu završava filozofsko-teološki studij. Za svećenika je zaređen 26. travnja 1863. Službu kapelana obavlja u rodnom mjestu, a postaje i lektorom filozofije i teologije u Gučoj Gori. Župnikom Kotor Varoši postaje 1870. Sjedište župe tada je bilo u Sokolinama koje su bile zabačenije i zaštićenije od Turaka. Godinu poslije završava kapelicu i župni stan te sjedište župe seli u Kotor Varoš. Na toj službi ostaje ukupno pet godina. Bio je i gvardijan i župnik u Gučoj Gori, župnik u Vitezu i rodnom Docu.
Biskupom i apostolskim administratorom Banjolučke biskupije je imenovan 23. studenoga 1883. Posvećen je u Beču 4. svibnja 1884., a službu preuzima 16. lipnja 1884. Uskoro započinje gradnju banjolučke katedrale i biskupskoga dvora. Gradnja crkve završena je 1887. Pomagao je i posredovao u gradnji mnogih crkava u biskupiji. U vremenu od 1893. do 1903. sagrađeno je devet crkava i pet kapelica, a broj vjernika je porastao s 36 000 na 73 200. Osnovao je trinaest novih župa.
Preminuo je 20. lipnja 1912. te je pokopan u banjolučkoj katedrali.